# 미하엘 루메니게
미하엘 루메니게(1964년 2월 3일 ~ )는 독일의 전 축구 선수이다.

## 통계
| 독일 | 독일 | 독일 |
| 연도 | 출전 | 골   |
| ---- | ---- | ---- |
| 1983 | 1    | 0    |
| 1984 | 0    | 0    |
| 1985 | 0    | 0    |
| 1986 | 1    | 0    |
| 합계 | 2    | 0    |